# Oude Gracht-Oost
De Oude Gracht-Oost is een buurt in het stadsdeel Woensel-Zuid in de Nederlandse stad Eindhoven. De buurt ligt in de wijk Begijnenbroek. Op 1 januari 2023 telde de buurt 1.315 inwoners, verdeeld over 561 woningen, met een gemiddelde WOZ-waarde van € 522.000, op een oppervlakte van 0,6 km².